# Amanita russuloides
Amanita russuloides é um fungo que pertence ao gênero de cogumelos Amanita na ordem Agaricales. A espécie foi descrita cientificamente pela primeira vez por Peck em 1873, sendo na época batizada de Agaricus russuloides.